# Vinkovci
Vinkovci – miasto w Chorwacji, w żupanii vukowarsko-srijemskiej, siedziba miasta Vinkovci. Leży we wschodniej Slawonii. W 2011 roku liczyło 32 029 mieszkańców.
Większość mieszkańców miasta stanowią Chorwaci (88,99%). Vinkovci leżą na jednym z brzegów rzeki Bosut, 19 km na południowy zachód od Vukovaru, 24 km na północ od Županji oraz 43 km na południe od Osijeku. Miasto leży 90 m n.p.m.
Tereny Vinkovci zamieszkałe są nieprzerwanie od ponad 8000 lat., więc nawet jeśli faktycznie nie jest najstarszym miastem w Europie, to z pewnością jest jednym z najstarszych. Miasto było miejscem narodzin dwóch Cesarzy Rzymskich. Na terenie Vinkovci odnaleziono najstarszy kalendarz w Europie, datowany na czasy powstania kamiennego kręgu w Stonehenge.
W Vinkovci urodził się napastnik Legii Warszawa Danijel Ljuboja, a także kick-boxer, bokser i zawodnik mieszanych sztuk walki (MMA) wagi ciężkiej Mirko Filipović.
W mieście rozwinął się przemysł spożywczy, drzewny, materiałów budowlanych, tekstylny, skórzany, metalowy oraz szkutniczy.

## Miasta partnerskie
- Camponogara, Włochy
- Emmendingen, Niemcy
- Ochryda, Macedonia Północna
- Koprivnica, Chorwacja
- Kőbánya, Węgry
- Široki Brijeg, Bośnia i Hercegowina